# Народна молодь Індонезії
Народна молодь (індонез. Pemuda Rakjat, Pemuda Rakyat) — молодіжна організація Комуністичної партії Індонезії.

## Історія
Була заснована 1945 року за ініціативою тогочасного міністра оборони Аміра Шарифуддіна під назвою Соціалістична молодь Індонезії (індонез. Pemuda Sosialis Indonesia, Pesindo). Первинно була молодіжною організацією Соціалістичної партії Індонезії. 10 й 11 листопада відбувся установчий з'їзд Pesindo, на якому до її складу увійшли 7 місцевих молодіжних організацій. Народна молодь брала участь у збройній боротьбі під час Індонезійської національної революції, її загони бились проти британських військ.
У лютому 1946 року Народна молодь і Соціалістична партія вступили у фронт Persatuan Perdjuangan. У травні 1946 року було утворено новий уряд на чолі з коаліцією Konsentrasi National, яка суперничала з Persatuan Perdjuangan, до складу якої увійшла й Народна молодь.
У жовтні 1946 року кабінет було розширено. До нової урядової коаліції, Sajap Kiri, що виступала на підтримку Лінгаджатської угоди з урядом Нідерландів, увійшли Соціалістична партія, Комуністична партія, Народна молодь і Партія праці.
1948 року, після Мадіунського заколоту, Народна молодь вступила до Народно-демократичного фронту. 1950 року Pesindo стала молодіжною організацією компартії та змінила назву на Pemuda Rakjat. Того ж року на з'їзді організації Франсіска Фанджидаєй була обрана її головою, Сукатно — генеральним секретарем.
До 1965 року організація налічувала близько трьох мільйонів членів. Після подій 30 вересня 1965 року Pemuda Rakjat була розгромлена разом з Компартією.